# يا إلهي!
يا إلهي! (بالإنجليزية: Oh, God!) هو فيلم كوميدي تم إنتاجه في الولايات المتحدة وصدر في سنة 1977. الفيلم من إخراج كارل راينر.

## بطولة
- جورج برنز
- جون دنفر

## الميزانية والإيرادات
حقق أرباحا تقدر بـ 51,061,196 دولار.

## روابط خارجية
- يا إلهي! على موقع IMDb (الإنجليزية)
- يا إلهي! على موقع ميتاكريتيك (الإنجليزية)
- يا إلهي! على موقع الموسوعة البريطانية (الإنجليزية)
- يا إلهي! على موقع روتن توميتوز (الإنجليزية)
- يا إلهي! على موقع نتفليكس (الإنجليزية)
- يا إلهي! على موقع ألو سيني (الفرنسية)
- يا إلهي! على موقع Turner Classic Movies (الإنجليزية)
- يا إلهي! على موقع أول موفي (الإنجليزية)
- يا إلهي! على موقع بوكس أوفيس موجو (الإنجليزية)
- يا إلهي! على موقع فيلمافينيتي (الإسبانية)